# László Farkasházy
László Farkasházy (* 27. Januar 1968 in Budapest) ist ein ehemaliger ungarischer Fußballspieler. 

## Karriere
Farkasházy kam 1989 von Budapesti VSC zum VfL Bochum, der in der Bundesliga spielte. Am 1. Spieltag der Saison 1989/90 gab er sein Debüt über 90 Minuten bei der 0:1-Niederlage gegen den 1. FC Köln. Im Team von Trainer Reinhard Saftig agierte Farkasházy im Mittelfeld. Auf seiner Position konnte er sich nicht dauerhaft behaupten, er kam lediglich auf acht Einsätze. Michael Rzehaczek, Uwe Wegmann, Frank Benatelli, Thorsten Legat, Elard Ostermann, Frank Heinemann und Michael Hubner erhielten meist den Verzug. Nachdem Farkasházy sich nicht durchsetzen konnte, kehrte er zurück nach Ungarn zu Budapesti VSC. In seinem Heimatland spielte er noch für Honvéd Budapest, MTK Budapest FC, Vasas Budapest, Gödöllői SK, BKV Előre SC und Kecskeméti TE.